# Hai să trăim toți împreună!
Hai să trăim toți împreună! (în franceză Et si on vivait tous ensemble?) este un film de comedie francez regizat de Stéphane Robelin. A fost lansat pe 15 ianuarie 2013.

## Rezumat
În loc să meargă la azilul de bătrâni, cinci prieteni aleg să se mute împreună.
Cinci prieteni în vârstă aleg să se mute împreună, ca alternativă la traiul într-un azil pentru bătrâni. Acestora li se adaugă Dirk, un tânăr student german care face un studiu despre populația de vârsta a treia din Franța.
O poveste emoționantă despre niște prieteni de vârsta a treia care, în loc să meargă să trăiască într-un azil pentru bătrâni, preferă se mute împreună. Jean și Annie se bucură de avantajele pe care le oferă stilul de viață burghez, dar femeia este nefericită pentru că nu își vede atât de des precum ar dori copiii și nepoții. Albert este bătrân prietenos, dar senil, în vreme ce soția sa, Jeanne, debordează de energie, cu toate că a fost diagnosticată cu cancer. Al cincilea din acest grup de prieteni este Claude, un bărbat văduv, un afemeiat bătrân care este un client frecvent al prostituatelor. Viața pe care o are îl aduce în situația de a suferi un atac de cord. În loc să îl trimită la un azil pentru bătrâni, prietenii lui decid să se mute cu toții în aceeași loc, adică în casa lui Jean și a lui Annie. Celor cinci li se adaugă Dirk, un tânăr student german care face un studiu despre populația de vârsta a treia din Franța.

## Distribuție
- Pierre Richard (Albert)
- Claude Rich (Claude)
- Guy Bedos (Jean)
- Geraldine Chaplin (Annie)
- Jane Fonda (Jeanne)
- Bernard Malaka (Bernard)
- Daniel Brühl (Dirk)
- Camino Texeira (Maria)
- Laurent Klug (Lacombe)